# Kaniel Dickens
Pour les articles homonymes, voir Dickens.
Kaniel Dickens, né le 21 juillet 1978 à Denver dans le Colorado, est un joueur américain de basket-ball évoluant au poste d'ailier. Il est sélectionné au second tour, en 50e position, lors de la draft 2000 de la NBA par le Jazz de l'Utah.

## Biographie
Dickens a d'abord joué au Barton Junior College puis au Tyler Junior College. Il finit sa carrière à l'université en jouant 2 saisons à l'université d'Idaho où il tournait à 9,3 points et 5,7 rebonds par matchs.
En août 2009 il signe un contrat avec le SLUC Nancy.

## Clubs successifs
- 2003-2004 :  Portland (NBA)
- 2003-2004 :  Joventut Badalona (Liga ACB)
- 2004-2005 :  New Jersey (NBA)
- 2004-2005 :  Idaho Stampede (NBDL)
- 2005-2006 :  Fayetteville Patriots(NBDL)
- 2007-2008 :  Cleveland (NBA)
- 2007-2008 :  Colorado 14ers (NBDL)
- 2008-2009 :  Cimberio Varese (Lega Due)
- 2009-2010 :  SLUC Nancy (Pro A)
- 2010-2011 :  San Severo (Lega Due)
- 2011 :  Southland Sharks (NBL)